# Physics World
Physics World ist die englischsprachige Mitgliederzeitschrift des Institute of Physics. Die Zeitschrift erscheint seit 1988. Das monatlich erscheinende Printmagazin behandelt aktuelle Themen aus Physik und anderen Disziplinen der Wissenschaft auf allgemein verständliche Art und versorgt seine Leser darüber hinaus mit Karrieretipps und Buch- und Multimediaempfehlungen. Viele Artikel können auch online auf der Website des Magazins gelesen werden.
Die Zeitschrift vergibt seit 2009 jährlich mit dem Physics World Breakthrough of the Year und dem Physics World Book of the Year zwei Preise an internationale Wissenschaftler.